# The Fall
The Fall war eine britische Rockband, die 1976 während der „Punk-Explosion“ in Manchester gegründet wurde. Die Band wurde nach dem Roman La Chute (dt. Der Fall) von Albert Camus benannt.
Im Mittelpunkt der Band stand von Anfang an der 2018 verstorbene Mark E. Smith, der auch das einzige konstante Bandmitglied war. Über 50 Musiker spielten seit der Gründung in der Band. In dieser Zeit veröffentlichten The Fall 88 Alben (davon 31 reguläre Studioalben) sowie 45 Singles. Wesentliche Einflüsse stammen von experimentellen Rockbands wie The Seeds, Captain Beefheart & His Magic Band, Can oder The Velvet Underground, aber auch Genres wie Rockabilly, Dance oder Reggae beeinflussten den Klang von The Fall im Lauf der Jahre.
The Fall hatten ab ihrer Gründung eine Fangemeinde um sich gesammelt, zu der beispielsweise der Musiker Henry Rollins gehörte. Der 2004 verstorbene englische Radio-Discjockey John Peel war als Anhänger und Förderer der Gruppe bekannt.

## Diskografie
Alben

| Jahr | Titel                                       | Höchstplatzierung, Gesamtwochen, AuszeichnungChartsChartplatzierungen (Jahr, Titel, Platzierungen, Wochen, Auszeichnungen, Anmerkungen) | Anmerkungen |
| Jahr | Titel                                       | UK | Anmerkungen |
| ---- | ------------------------------------------- | --- | ----------- |
| 1982 | Hex Enduction Hour                          | UK71 (3 Wo.)UK |             |
| 1984 | Wonderful and Frightening World of the Fall | UK62 (2 Wo.)UK |             |
| 1985 | This Nation’s Saving Grace                  | UK54 (2 Wo.)UK |             |
| 1986 | Bend Sinister                               | UK36 (3 Wo.)UK |             |
| 1988 | The Frenz Experiment                        | UK19 (4 Wo.)UK |             |
| 1988 | I Am Curious Oranj                          | UK54 (2 Wo.)UK |             |
| 1989 | Seminal Live                                | UK40 (2 Wo.)UK |             |
| 1990 | Extricate                                   | UK31 (3 Wo.)UK |             |
| 1990 | 458489 B-Sides                              | UK44 (2 Wo.)UK |             |
| 1991 | Shift-Work                                  | UK17 (2 Wo.)UK |             |
| 1992 | Code Selfish                                | UK21 (1 Wo.)UK |             |
| 1993 | Infotainment Scan                           | UK9 (3 Wo.)UK |             |
| 1994 | Middle Class Revolt                         | UK48 (2 Wo.)UK |             |
| 1995 | Cerebral Caustic                            | UK67 (2 Wo.)UK |             |
| 1996 | The Light User Syndrome                     | UK54 (1 Wo.)UK |             |
| 1999 | The Marshall Suite                          | UK84 (1 Wo.)UK |             |
| 2007 | Reformation Post-TLC                        | UK78 (1 Wo.)UK |             |
| 2008 | Imperial Wax Solvent                        | UK35 (1 Wo.)UK |             |
| 2010 | Your Future, Our Clutter                    | UK38 (2 Wo.)UK |             |
| 2011 | Ersatz GB                                   | UK88 (1 Wo.)UK |             |
| 2013 | Re-Mit                                      | UK40 (1 Wo.)UK |             |
| 2013 | The Complete Peel Sessions 1978–2004        | UK97 (1 Wo.)UK |             |
| 2015 | Sub-Lingual Tablet                          | UK58 (1 Wo.)UK |             |
| 2017 | New Facts Emerge                            | UK35 (1 Wo.)UK |             |